# Hartemita latipes
Hartemita latipes är en stekelart som beskrevs av Cameron 1910. Hartemita latipes ingår i släktet Hartemita och familjen bracksteklar. Inga underarter finns listade i Catalogue of Life.